# World Team Cup 2002
La World Team Cup 2002 est la 25e édition de l'épreuve. Huit pays participent à la phase finale. Le tournoi, qui commence le 20 mai 2002 au Rochusclub, se déroule à Düsseldorf, en Allemagne .

## Faits marquants
- l'Argentine remporte sa 2e World Team Cup face à la Russie, qui échoue pour la 3e fois (consécutive) en finale.
- l'Argentine se qualifie pour la finale bien que la Suède finisse 1re du groupe Bleu.

## Matchs de poule
L'équipe en tête de chaque poule se voit qualifiée pour la finale.

### Groupe Bleu
| France - Nicolas Escudé - Arnaud Clément | États-Unis - Pete Sampras - Andy Roddick - James Blake - Jared Palmer | Argentine - Lucas Arnold Ker - Gastón Etlis - José Acasuso - Guillermo Cañas | Suède - Thomas Johansson - Thomas Enqvist - Jonas Björkman |

#### Classements
| #   | Équipe victorieuse | Adversaire | Score |
| 1er | France             | États-Unis | 3 - 0 |
| 2e  | Suède              | Argentine  | 2 - 1 |
| 3e  | États-Unis         | Argentine  | 2 - 1 |
| 4e  | Suède              | France     | 2 - 1 |
| 5e  | Suède              | États-Unis | 3 - 0 |
| 6e  | Argentine          | France     | 2 - 1 |

| #   | Pays       | Points | Matchs | Sets    |
| --- | ---------- | ------ | ------ | ------- |
| 1re | Suède      | 3 - 0  | 7 - 2  | 16 - 9  |
| 2e  | France     | 1 - 2  | 5 - 4  | 11 - 11 |
| 3e  | Argentine  | 1 - 2  | 4 - 5  | 11 - 11 |
| 4e  | États-Unis | 1 - 2  | 2 - 7  | 8 - 15  |

#### Matchs détaillés
|  | Équipe 1 | Score | Équipe 2   |  |
|  | France   | 3 – 0 | États-Unis |  |

| Ordre des matchs | Joueurs          | Points au premier set | Points au second set | Points au troisième set |
| ---------------- | ---------------- | --------------------- | -------------------- | ----------------------- |
| 1                | Nicolas Escudé   | 7                     | 2                    | 7                       |
| 1                | Pete Sampras     | 63                    | 6                    | 62                      |
|                  |                  |                       |                      |                         |
| 2                | Arnaud Clément   | 3                     | 6                    | 6                       |
| 2                | Andy Roddick     | 6                     | 4                    | 3                       |
|                  |                  |                       |                      |                         |
| 3 (sans enjeu)   | Clément - Escudé | 6                     | 6                    |                         |
| 3 (sans enjeu)   | Blake - Palmer   | 1                     | 1                    |                         |

|  | Équipe 1 | Score | Équipe 2  |  |
|  | Suède    | 2 – 1 | Argentine |  |

| Ordre des matchs | Joueurs              | Points au premier set | Points au second set | Points au troisième set |
| ---------------- | -------------------- | --------------------- | -------------------- | ----------------------- |
| 1                | Thomas Enqvist       | 4                     | 6                    | 7                       |
| 1                | José Acasuso         | 6                     | 1                    | 65                      |
|                  |                      |                       |                      |                         |
| 2                | Thomas Johansson     | 2                     | 6                    | 0                       |
| 2                | Guillermo Cañas      | 6                     | 4                    | 6                       |
|                  |                      |                       |                      |                         |
| 3                | Björkman - Johansson | 3                     | 7                    | 11                      |
| 3                | Arnold Ker - Etlis   | 6                     | 63                   | 9                       |

|  | Équipe 1   | Score | Équipe 2  |  |
|  | États-Unis | 2 – 1 | Argentine |  |

| Ordre des matchs | Joueurs            | Points au premier set | Points au second set | Points au troisième set |
| ---------------- | ------------------ | --------------------- | -------------------- | ----------------------- |
| 1                | Pete Sampras       | 7                     | 2                    | 7                       |
| 1                | Guillermo Cañas    | 5                     | 6                    | 65                      |
|                  |                    |                       |                      |                         |
| 2                | Andy Roddick       | 6                     | 2                    |                         |
| 2                | José Acasuso       | 3                     | 2                    |                         |
|                  |                    |                       |                      |                         |
| 3 (sans enjeu)   | Blake - Palmer     | 5                     | 2                    |                         |
| 3 (sans enjeu)   | Arnold Ker - Etlis | 7                     | 6                    |                         |

|  | Équipe 1 | Score | Équipe 2 |  |
|  | Suède    | 2 – 1 | France   |  |

| Ordre des matchs | Joueurs              | Points au premier set | Points au second set | Points au troisième set |
| ---------------- | -------------------- | --------------------- | -------------------- | ----------------------- |
| 1                | Thomas Enqvist       | 6                     | 6                    |                         |
| 1                | Nicolas Escudé       | 4                     | 4                    |                         |
|                  |                      |                       |                      |                         |
| 2                | Jonas Björkman       | 1                     | 6                    | 4                       |
| 2                | Arnaud Clément       | 6                     | 4                    | 6                       |
|                  |                      |                       |                      |                         |
| 3                | Björkman - Johansson | 6                     | 4                    | 10                      |
| 3                | Clément - Escudé     | 3                     | 6                    | 3                       |

|  | Équipe 1 | Score | Équipe 2   |  |
|  | Suède    | 3 – 0 | États-Unis |  |

| Ordre des matchs | Joueurs              | Points au premier set | Points au second set | Points au troisième set |
| ---------------- | -------------------- | --------------------- | -------------------- | ----------------------- |
| 1                | Thomas Johansson     | 6                     | 63                   | 7                       |
| 1                | Pete Sampras         | 2                     | 7                    | 65                      |
|                  |                      |                       |                      |                         |
| 2                | Thomas Enqvist       | 4                     | 7                    | 7                       |
| 2                | James Blake          | 6                     | 5                    | 64                      |
|                  |                      |                       |                      |                         |
| 3 (sans enjeu)   | Björkman - Johansson | 6                     | 6                    |                         |
| 3 (sans enjeu)   | Blake - Palmer       | 3                     | 4                    |                         |

|  | Équipe 1  | Score | Équipe 2 |  |
|  | Argentine | 2 – 1 | France   |  |

| Ordre des matchs | Joueurs            | Points au premier set | Points au second set | Points au troisième set |
| ---------------- | ------------------ | --------------------- | -------------------- | ----------------------- |
| 1                | Guillermo Cañas    | 7                     | 6                    |                         |
| 1                | Nicolas Escudé     | 5                     | 2                    |                         |
|                  |                    |                       |                      |                         |
| 2                | José Acasuso       | 7                     | 6                    |                         |
| 2                | Arnaud Clément     | 61                    | 3                    |                         |
|                  |                    |                       |                      |                         |
| 3 (sans enjeu)   | Arnold Ker - Etlis | 1                     | 4                    |                         |
| 3 (sans enjeu)   | Clément - Escudé   | 6                     | 6                    |                         |

### Groupe Rouge
| Royaume-Uni - Tim Henman - Martin Lee - Miles MacLagan | Espagne - Albert Costa - Àlex Corretja - Galo Blanco | Allemagne - Nicolas Kiefer - Tommy Haas - Lars Burgsmüller - Philipp Kohlschreiber - Karsten Braasch | Russie - Marat Safin - Ievgueni Kafelnikov |

#### Classements
| #   | Équipe victorieuse | Adversaire  | Score |
| 1er | Espagne            | Royaume-Uni | 2 - 1 |
| 2e  | Allemagne          | Russie      | 2 - 1 |
| 3e  | Russie             | Espagne     | 2 - 1 |
| 4e  | Royaume-Uni        | Allemagne   | 2 - 1 |
| 5e  | Russie             | Royaume-Uni | 2 - 1 |
| 6e  | Espagne            | Allemagne   | 3 - 0 |

| #   | Pays        | Points | Matchs | Sets   |
| --- | ----------- | ------ | ------ | ------ |
| 1re | Russie      | 2 - 1  | 5 - 4  | 11 - 9 |
| 2e  | Espagne     | 2 - 1  | 6 - 3  | 13 - 7 |
| 3e  | Royaume-Uni | 1 - 2  | 4 - 5  | 9 - 10 |
| 4e  | Allemagne   | 1 - 2  | 3 - 6  | 6 - 13 |

#### Matchs détaillés
|  | Équipe 1 | Score | Équipe 2    |  |
|  | Espagne  | 2 – 1 | Royaume-Uni |  |

| Ordre des matchs | Joueurs           | Points au premier set | Points au second set | Points au troisième set |
| ---------------- | ----------------- | --------------------- | -------------------- | ----------------------- |
| 1                | Albert Costa      | 4                     | 6                    | 6                       |
| 1                | Tim Henman        | 6                     | 3                    | 2                       |
|                  |                   |                       |                      |                         |
| 2                | Àlex Corretja     | 6                     | 6                    |                         |
| 2                | Martin Lee        | 3                     | 4                    |                         |
|                  |                   |                       |                      |                         |
| 3 (sans enjeu)   | Blanco - Corretja | 3                     | 5                    |                         |
| 3 (sans enjeu)   | Lee - MacLagan    | 6                     | 7                    |                         |

|  | Équipe 1  | Score | Équipe 2 |  |
|  | Allemagne | 2 – 1 | Russie   |  |

| Ordre des matchs | Joueurs               | Points au premier set | Points au second set | Points au troisième set |
| ---------------- | --------------------- | --------------------- | -------------------- | ----------------------- |
| 1                | Nicolas Kiefer        | 6                     | 2                    | 7                       |
| 1                | Marat Safin           | 4                     | 6                    | 65                      |
|                  |                       |                       |                      |                         |
| 2                | Tommy Haas            | 7                     | 6                    |                         |
| 2                | Ievgueni Kafelnikov   | 65                    | 3                    |                         |
|                  |                       |                       |                      |                         |
| 3 (sans enjeu)   | Braasch - Burgsmüller | 1                     | 1                    |                         |
| 3 (sans enjeu)   | Kafelnikov - Safin    | 6                     | 6                    |                         |

|  | Équipe 1 | Score | Équipe 2 |  |
|  | Russie   | 2 – 1 | Espagne  |  |

| Ordre des matchs | Joueurs             | Points au premier set | Points au second set | Points au troisième set |
| ---------------- | ------------------- | --------------------- | -------------------- | ----------------------- |
| 1                | Marat Safin         | 6                     | 6                    |                         |
| 1                | Àlex Corretja       | 4                     | 4                    |                         |
|                  |                     |                       |                      |                         |
| 2                | Ievgueni Kafelnikov | 3                     | 6                    |                         |
| 2                | Albert Costa        | 6                     | 7                    |                         |
|                  |                     |                       |                      |                         |
| 3                | Kafelnikov - Safin  | 61                    | 6                    | 10                      |
| 3                | Blanco - Corretja   | 7                     | 3                    | 5                       |

|  | Équipe 1    | Score | Équipe 2  |  |
|  | Royaume-Uni | 2 – 1 | Allemagne |  |

| Ordre des matchs | Joueurs               | Points au premier set | Points au second set | Points au troisième set |
| ---------------- | --------------------- | --------------------- | -------------------- | ----------------------- |
| 1                | Tim Henman            | 7                     | 6                    |                         |
| 1                | Nicolas Kiefer        | 6                     | 3                    |                         |
|                  |                       |                       |                      |                         |
| 2                | Martin Lee            | 3                     | 3                    |                         |
| 2                | Lars Burgsmüller      | 6                     | 6                    |                         |
|                  |                       |                       |                      |                         |
| 3                | Lee - MacLagan        | 6                     | 2                    |                         |
| 3                | Braasch - Burgsmüller | 4                     | 1                    | ab.                     |

|  | Équipe 1 | Score | Équipe 2    |  |
|  | Russie   | 2 – 1 | Royaume-Uni |  |

| Ordre des matchs | Joueurs             | Points au premier set | Points au second set | Points au troisième set |
| ---------------- | ------------------- | --------------------- | -------------------- | ----------------------- |
| 1                | Marat Safin         | 7                     | 7                    |                         |
| 1                | Martin Lee          | 5                     | 5                    |                         |
|                  |                     |                       |                      |                         |
| 2                | Ievgueni Kafelnikov | 2                     | 6                    |                         |
| 2                | Tim Henman          | 6                     | 7                    |                         |
|                  |                     |                       |                      |                         |
| 3                | Kafelnikov - Safin  | 6                     | 6                    |                         |
| 3                | Lee - MacLagan      | 1                     | 0                    |                         |

|  | Équipe 1 | Score | Équipe 2  |  |
|  | Espagne  | 3 – 0 | Allemagne |  |

| Ordre des matchs | Joueurs               | Points au premier set | Points au second set | Points au troisième set |
| ---------------- | --------------------- | --------------------- | -------------------- | ----------------------- |
| 1                | Albert Costa          | 6                     | 6                    |                         |
| 1                | Nicolas Kiefer        | 2                     | 2                    |                         |
|                  |                       |                       |                      |                         |
| 2                | Àlex Corretja         | 6                     | 6                    |                         |
| 2                | Philipp Kohlschreiber | 3                     | 4                    |                         |
|                  |                       |                       |                      |                         |
| 3 (sans enjeu)   | Blanco - Corretja     | 6                     | 6                    |                         |
| 3 (sans enjeu)   | Braasch - Burgsmüller | 3                     | 2                    |                         |

## Finale
La finale de la World Team Cup 2002 se joue entre l'Argentine et la Russie.
|  | Équipe 1  | Score | Équipe 2 |  |
|  | Argentine | 3 – 0 | Russie   |  |